# Mljet (gemeente)
Mljet (Italiaans: Meleda) is een gemeente in de Kroatische provincie Dubrovnik-Neretva, gelegen op het gelijknamige eiland.
Mljet telt 1111 inwoners.
Steden (gradovi): Dubrovnik · Korčula · Metković · Opuzen · Ploče

Gemeenten (općine): Blato · Dubrovačko Primorje · Janjina · Konavle · Kula Norinska · Lastovo · Lumbarda · Mljet · Orebić · Pojezerje · Slivno · Smokvica · Ston · Trpanj · Vela Luka · Zažablje · Župa Dubrovačka